# Upper Fruitland
Upper Fruitland (navaho Doo Alkʼahii) és una concentració de població designada pel cens dels Estats Units a l'estat de Nou Mèxic. Segons el cens del 2000 tenia 1.664 habitants.

## Demografia
Segons el cens del 2000, Upper Fruitland tenia 1.664 habitants, 431 habitatges, i 374 famílies. La densitat de població era de 85,9 habitants per km².
Dels 431 habitatges en un 53,8% hi vivien nens de menys de 18 anys, en un 55,2% hi vivien parelles casades, en un 23,4% dones solteres, i en un 13% no eren unitats familiars. En el 10,7% dels habitatges hi vivien persones soles el 3% de les quals corresponia a persones de 65 anys o més que vivien soles. El nombre mitjà de persones vivint en cada habitatge era de 3,86 i el nombre mitjà de persones que vivien en cada família era de 4,16.
Per edats la població es repartia de la següent manera: un 37,8% tenia menys de 18 anys, un 11,4% entre 18 i 24, un 26,7% entre 25 i 44, un 18,4% de 45 a 60 i un 5,7% 65 anys o més.
L'edat mediana era de 26 anys. Per cada 100 dones de 18 o més anys hi havia 91,7 homes.
La renda mediana per habitatge era de 25.096 $ i la renda mediana per família de 26.346 $. Els homes tenien una renda mediana de 19.567 $ mentre que les dones 15.822 $. La renda per capita de la població era de 9.246 $. Aproximadament el 27,7% de les famílies i el 26,8% de la població estaven per davall del llindar de pobresa.
El segons el cens dels Estats Units de 2010 el 97,78% dels habitants són nadius americans i el 0,96% blancs.

## Poblacions més properes
El següent diagrama mostra les poblacions més properes.